# Chronographe enregistreur

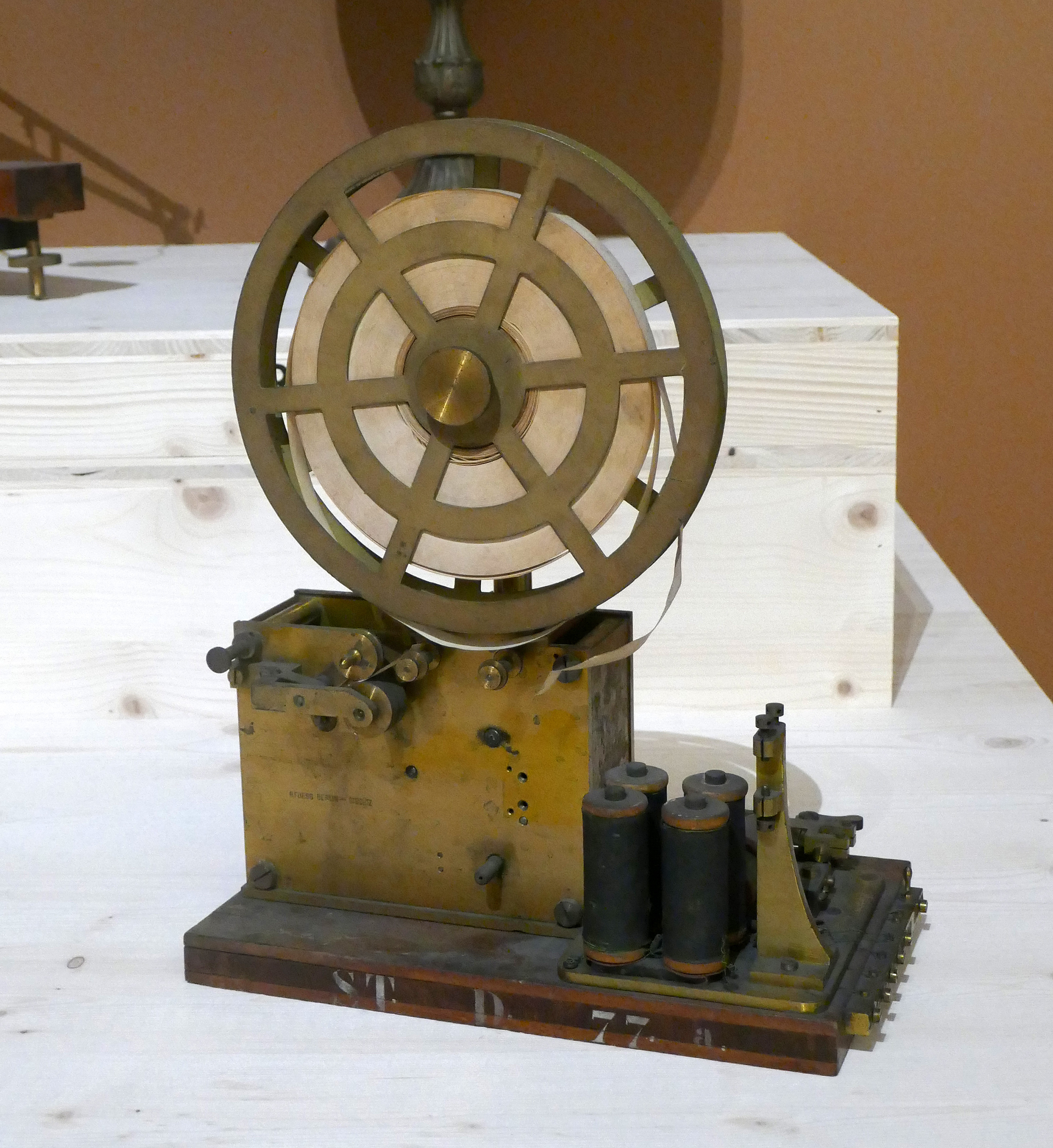
Chronographe enregistreur (Rudolf Fuess).

Le chronographe enregistreur, chronographe à bande ou simplement parfois chronographe est un appareil enregistreur utilisé entre 1870 et 1940 dans les observatoires pour l'horodatage et l'estimation précise des longitudes. L'enregistrement est exécuté sur un ruban large de quelques centimètres, entraîné en rotation à quelques cm/s par la fusée d'une horloge. L'enregistrement est assuré par deux stylets mus par commutation électrique : l'un marque les secondes données par une horloge astronomique, un chronomètre de marine ou une balise radio, l'autre est déclenché par l'utilisateur ou un micromètre enregistreur semi-automatique. La mesure des distances à la loupe graduée sur la bande de papier permet une datation à 0,01 s près.
L'inventeur de cet instrument est l'horloger Matthäus Hipp (1813–1893), qui l'a développé en 1866 en collaboration avec Frédéric-William Dubois (1811–1869) pour l'observatoire de Neuchâtel,. Le chronographe de Hipp était un mécanisme d'horlogerie émettant des « bips », avec impression des pulses à l'encre (il consommait plusieurs rouleaux de papier à l'heure) ; il a été utilisé dans le monde entier : Le Verrier l'a utilisé pour la détermination de la longitude de l’observatoire de Vienne et, sous une forme modifiée par Bréguet (1874) pour le raccordement au réseau géodésique européen à la station de Bregenz et enfin pour les longitudes de Marseille et d'Alger.
Comme l'encre séchait en cas d'utilisation intense, on remplaça ce dispositif par un enregistreur à ruban perforé puis, vers le milieu du XXe siècle, par un miméographe : ces appareils ont été commercialisés jusqu'en 1970 par les sociétés FAVAG et Wetzer, avant d'être détrônées par les chronographes à imprimante. Depuis les années 1980, on n'utilise plus que des centrales d'acquisition.